# Ренаја (Арецо)
Ренаја је насеље у Италији у округу Арецо, региону Тоскана.
Према процени из 2011. у насељу је живело 39 становника. Насеље се налази на надморској висини од 265 м.